# Durchstoßverfahren
Durchstoßverfahren (QGH) ist die Bezeichnung eines bodengestützten, mit einfacher Funkpeilung durchgeführten Schlechtwetter-Landeverfahrens im Deutschen Reich ab etwa den 1920er Jahren bis zum Ende des Zweiten Weltkriegs. Es wurde eingesetzt, wenn die für Anflug und Landung notwendige Bodensicht erst bei sehr niedriger Flughöhe gegeben war, die Wolkendecke aber immer noch mehr als 60 bis 80 Meter über dem Boden lag.

## Geschichte
Weil dieses Verfahren bei einigen Wetterlagen mit besonders schlechter Sicht nicht praktikabel und für Flughäfen mit nahegelegenen Hindernissen, die bis in größere Höhe hinaufragten, zu unberechenbar und damit gefährlich war, wurde Ende der 1920er Jahre in Deutschland das ZZ-Verfahren (QGX) entwickelt, dessen Name auf die bei seiner Anwendung für die Landefreigabe verwendeten Morsezeichen ZZ zurückzuführen ist. Da dieses Verfahren aber zwingend einen Überflug des Flughafens und dann erst nach einiger Zeit die Umkehr für einen sieben Minuten langen und mehrfach durch Funkpeilung kontrollierten Anflug erforderte, war das ZZ-Verfahren sehr zeitraubend und erforderte sehr hohe Konzentration am Boden und bei der Flugzeugbesatzung. Nach Möglichkeit wurde darauf verzichtet und auf das Durchstoßverfahren zurückgegriffen.
Kurze Zeit später, ab etwa 1933 kam der Einsatz von Funkfeuer bzw. Leitstrahl, wie vor allem das  „Ultrakurzwellen-Landefunkfeuer“ (LFF), das auch als Lorenzbake bekannt ist, nach der Firma C. Lorenz AG, die entscheidenden Anteil an der Entwicklung des ZZ-Verfahrens und der daraus später abgeleiteten Verfahren hatte. Der die Abteilung Radionavigation des Unternehmens leitende Ingenieur Ernst Ludwig Kramar hatte schon sehr früh eine Automatisierung vorgeschlagen.

## Verfahrensablauf
Zunächst wurde mittels Funkpeilung die Richtung des Flughafens ermittelt. Das konnte über Funk-Fremdpeilverfahren vom Boden aus, oder durch die Besatzung des Flugzeugs mit dem Bordfunkgerät im Funk-Eigenpeilverfahren (IAP – Instrument Approach Procedure) auf einen Sender am Flughafen erfolgen. In der Regel traf die Funkstelle am Boden die Entscheidung, welche der beiden Möglichkeiten angewendet werden sollte. Dann wurde das Flugzeug in Richtung der Peilstelle am Flughafen gelotst und sobald seine Motorgeräusche am Boden zu hören waren, übermittelte man Hinweise zum Anflug in Morsezeichen, der festgestellten Himmelsrichtung entsprechend.
| Signale zum Anflug               | Signale zum Anflug                |
| -------------------------------- | --------------------------------- |
| MN – Motorgeräusch im Norden     | MS – Motorgeräusch im Süden       |
| MNE – Motorgeräusch im Nordosten | MSW – Motorgeräusch im Südwesten  |
| ME – Motorgeräusch im Osten      | MW – Motorgeräusch im Westen      |
| MSE – Motorgeräusch im Südosten  | MNW – Motorgeräusch im Nordwesten |

Nach diesem Hinweis schaltete die Funkstelle in der Luft auf Empfang. Konnte die Bodenfunkstelle einen Überflug feststellen, wurde an das Flugzeug sofort in Morsezeichen mit der Luftfahrt-Abkürzung QFG darüber informiert, dass es sich gerade direkt über der Peilstation befindet, die sich in der Regel unmittelbar neben der Landebahn befand. Gab es in Flughafennähe weder bauliche, noch landschaftliche Hindernisse mit größerer Höhe, so war es gefahrlos möglich, mit dem Q-Code QFH die Anweisung für den Durchstoß durch die Wolkendecke zu geben. Auf dieses Signal folgten zwei Zahlen zur Beschreibung eines Winkels mit Spitze in Richtung der Peilstelle, so dass daraus eine günstige Durchstoßrichtung abzulesen war, wie z. B. QFH 60 120 für einen Winkel zwischen 60 und 120 Grad. Sobald das Flugzeug Sicht auf den Boden hatte, sendete es den Q-Code QBH und begann mit der normalen Landung auf Sicht. War das Flugzeug vom Boden aus zu erkennen, sendete die Peilstelle QGV. Auf 150 Kilometer Entfernung wurden Genauigkeiten von plus oder minus 4 Grad erreicht.